# Ланча Хиена
Ланча Хиена е италианско спортно купе, произвеждано от италианския производител Ланча.

## История
Автомобилът е базиран върху легендарната Ланча Делта Интеграле. Идеята за създаването на такъв автомобил е създаването на състезателното купе Алфа Ромео СЗ. Върху скъсената платформа на Делта, автомобилът използва агрегати от Ланча Делта и Ланча 037. Дизайнът на купето е дело на италианското ателие Загато. Освен това купето притежава четирицилиндров двигател от Фиат.

## Производство
През 1992 от Ланча Хиена са произведени 25 екземпляра.